# کوهی مییازاکی
کوهی مییازاکی (انگلیسی: Kohei Miyazaki؛ زادهٔ ۶ فوریهٔ ۱۹۸۱) بازیکن فوتبال اهل ژاپن است.
از باشگاه‌هایی که در آن بازی کرده‌است می‌توان به باشگاه فوتبال آویسپا فوکوئوکا و باشگاه فوتبال سانفریس هیروشیما اشاره کرد.